# Либідь (народний хор)

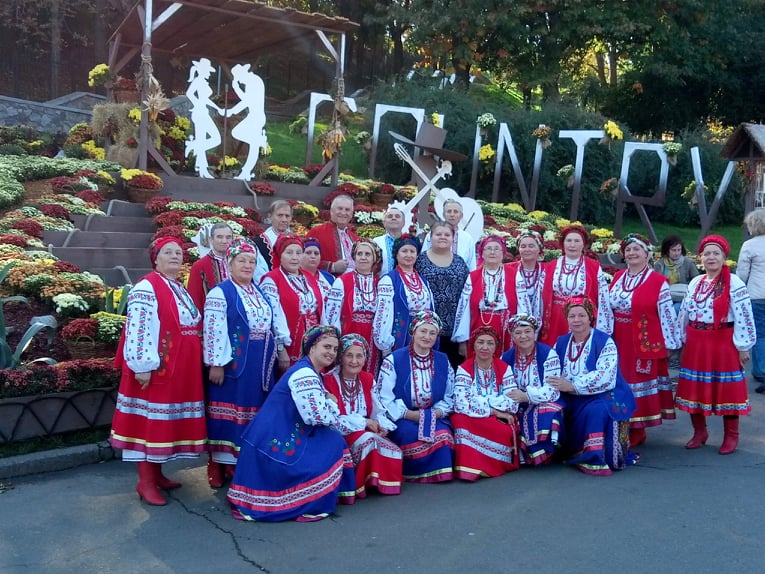

Український народний хор «Либідь». Колектив створено восени 1972 року при Будинку культури ПАТ "НВП «Більшовик».
За активну творчу діяльність зі збереження і популяризацію народно-хорового мистецтва як в Україні, так і за її межами, високий художній рівень та виконавську майстерність, а також активну участь в організації дозвілля громад — Український народний хор «Либідь» одержав почесне звання народного.
Біля витоків створення колективу стояли шанувальники народнопісенної творчості: Михайло Єрмоленко, Богдан Антків, Олег Долгий.
Майже півстоліття, щомісяця: двічі на тиждень по вівторках і четвергах поспішають на репетиції любителі і цінителі хорового співу, шанувальники української народної пісні.
У репертуарі хору — пісні дохристиянської доби, християнські пісні, пісні періоду козаччини, пісні народів світу, а також авторські пісні.
Народний хор «Либідь» — лауреат міжреспубліканських та всеукраїнських конкурсів і фестивалів народної творчості, дипломант Першої національної асамблеї в незалежній Україні, дипломант Другого міжнародного фестивалю фольклору у Києві, переможець республіканського телетурніру «Сонячні кларнети», колективний член Всеукраїнського товариства «Просвіта». Про творчість колективу створено музичну телевізійну програму «Хор „Либідь“. Надвечір'я»
До 2000-ліття Різдва Христового випущено диск, який містить 19 різдвяних композицій у виконанні кращих українських народних та класичних колективів. На диску у виконанні народного хору «Либідь» композиція № 19 «Ой, радуйся, земле!».
Творчий колектив бере активну участь у міжнародних, всеукраїнських, міських та районних фестивалях і конкурсах, концертних програмах з метою активної популяризації народно-хорового мистецтва та збереження національної ідентичності, учасник благодійних концертів та виступів для воїнів АТО
Активна популяризація народним хором «Либідь» народно-хорового мистецтва є надзвичайно виразним засобом збереження національної ідентичності.